# Hometown (Sheppard)
Hometown è un singolo del gruppo musicale australiano Sheppard, pubblicato il 1º giugno 2018 come sesto estratto dal secondo album in studio Watching the Sky.